# Wolfgang Muthspiel

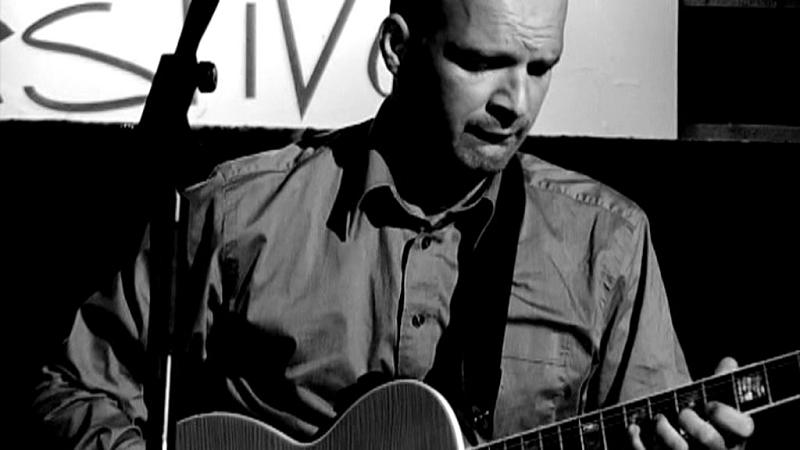
Wolfgang Muthspiel live beim INNtöne Jazzfestival 2006

Wolfgang Muthspiel (* 2. März 1965 in Judenburg, Steiermark) ist ein österreichischer Gitarrist und Komponist. Seine stilistische Vielfalt machte ihn im ausgehenden 20. und beginnenden 21. Jahrhundert in vielen Projekten zu einem gefragten Jazzmusiker. Der jüngere Bruder von Christian Muthspiel gründete im Jahre 2000 das eigene Label material records.

## Leben
Wolfgang Muthspiel wuchs in Judenburg als Sohn des Komponisten und Chorerziehers Kurt Muthspiel auf. Bereits im Alter von sechs Jahren erhielt er Geigenunterricht. Als junger Teenager beschloss er, eigene musikalische Wege zu gehen und brachte sich autodidaktisch das Gitarrenspiel bei. Nach einem Gitarrenstudium (Klassik/Jazz) an der Musikhochschule Graz zog es ihn 1986 in die USA. Von 1986 bis 1989 komplettierte er seine Studien am New England Conservatory und am Berklee College of Music. Der hohe Stellenwert, den Wolfgang Muthspiel bereits in jungen Jahren in der amerikanischen Jazzszene besaß, lässt sich daran festmachen, dass Gary Burton ihn in seine Band als Nachfolger von Pat Metheny, einem der großen Vorbilder Muthspiels, engagierte. In der Folge wurde Wolfgang Muthspiel von vielen bekannten Jazzmusikern wie Maria João, Dave Liebman, Peter Erskine, Paul Motian, Bob Berg, Gary Peacock, Don Alias, Larry Grenadier, Gabrielle Goodman oder John Patitucci zu Konzerten oder Studioaufnahmen eingeladen. Mitte der 1990er Jahre zog Muthspiel schließlich nach New York, wo er unter anderem mit der jungen norwegischen Sängerin Rebekka Bakken im Grenzbereich zwischen Jazz und Pop zusammenarbeitete. 2002 kehrte Muthspiel nach Österreich zurück und lebt seitdem in Wien. Hier gründete er sein eigenes Plattenlabel namens material records, unter dem er sowohl eigene Aufnahmen als auch die anderer Künstler veröffentlicht.
In Wien gründete er ein neues Trio mit den Zwillingsbrüdern Andreas Pichler und Matthias Pichler. 2006 erschien die erste Einspielung Bright Side auf material records.
Seit 1998 arbeitet er immer wieder mit dem amerikanischen Schlagzeuger Brian Blade zusammen. Neben zwei Aufnahmen und Konzertreisen im Trio mit dem Bassisten Marc Johnson formierten die beiden ein Duo, dessen erste Einspielung Friendly Travelers 2007 erschienen ist. 2013 begann Muthspiel eine Zusammenarbeit mit dem Münchner Label ECM, für die er die Alben Driftwood (im Trio mit Brian Blade und Larry Grenadier) und Travel Guide (im Trio mit Ralph Towner und Slava Grigoryan) aufnahm.
Muthspiel verwendet vielfältige Spielarten der elektronischen Musik, wie zum Beispiel Sample- und Loop-Techniken. Hin und wieder ist er auch als Violinist zu hören. Sein Debüt als Sänger eigener Lieder hatte er 2012 mit Vienna Naked, dem 2015 das Album Vienna, World folgte. Seit 2005 ist er Professor für Jazzgitarre an der Hochschule für Musik Basel.

## Preise und Auszeichnungen
Muthspiel wurde in Österreich bereits in jungen Jahren mit dem Jugend musiziert-Preis ausgezeichnet und erhielt nach seinem Durchbruch in den USA weitere Ehrungen. In seiner österreichischen Heimat wurde ihm zweimal der Hans-Koller-Preis verliehen, 1997 als Musiker des Jahres, 2003 in Form des hoch dotierten European Jazz Prize. 2021 wurde er als Saitenspieler international mit dem Deutschen Jazzpreis ausgezeichnet.

## Diskografische Hinweise
- 1985 – Duo Due Schneetanz (mit Christian Muthspiel)
- 1989 – Timezones
- 1990 – The Promise
- 1993 – Muthspiel-Peacock-Muthspiel-Motian (mit Christian Muthspiel)
- 1998 – CY (mit Christian Muthspiel)
- 2000 – Daily Mirror (mit Rebekka Bakken)
- 2001 – Real Book Stories (mit Marc Johnson und Brian Blade)
- 2002 – Continental Call
- 2003 – That’s All Daisy Needs (mit Triology)
- 2004 – Solo
- 2007 – Friendly Travelers (mit Brian Blade)
- 2007 – Glow (mit Dhafer Youssef)
- 2008 – Friendly Travelers Live (CD und DVD)
- 2010 – Wolfgang Muthspiel & Mick Goodrick – Live at the Jazz Standard
- 2011 – Drumfree (mit Andi Scherer und Larry Grenadier)
- 2015 – Vienna, World (mit Becca Stevens, Billy Childs, Svante Henryson, Benjamin Schmid u. v. m.)
- 2016 – Rising Grace (ECM, mit Ambrose Akinmusire, Brad Mehldau, Larry Grenadier und Eric Harland)
- 2018 – Where the River Goes (ECM, mit Ambrose Akinmusire, Brad Mehldau, Larry Grenadier und Brian Blade)
- 2020 – Angular Blues (ECM, mit Scott Colley und Brian Blade)
- 2023 – Dance of the Elders (ECM, mit Scott Colley und Brian Blade)
- 2024 – Etudes/Quietudes (Clap Your Hands, solo)[4]

## Lexikalischer Eintrag
- Ulrike Praßl, Franz Karl Praßl, Reinhold Westphal: Muthspiel, Familie, in: Oesterreichisches Musiklexikon (letzte inhaltliche Änderung: 16. Mai 2022, abgerufen am 26. September 2022).